# 草書体
草書体（そうしょたい）は、漢字の書体の一つ。

## 概要
漢字の書体の1種。速く書くことができるように、同じく漢字の筆書体である行書とは異なり、字画のくずし・省略が大きく行われる。文字ごとに決まった独特の省略をするため、文字ごとの形を覚えなければ書くことも読むこともできないことが多い。隷書の時代からあったが、一般に使われるようになったのはそれから数百年の月日が過ぎてからである。楷書体では多くの字が1通りの書き方であるのに対し、草書体は幾通りかの書き方がある場合があり、書家による違いも大きい。
草書の「草」は草稿などの「草」である。また「草」には「下書き」という意味もある（例：起草）。「ぞんざい」という意味もある。
アルファベットのいわゆる「筆記体」も、草書体と呼ぶことがある。

## 中国

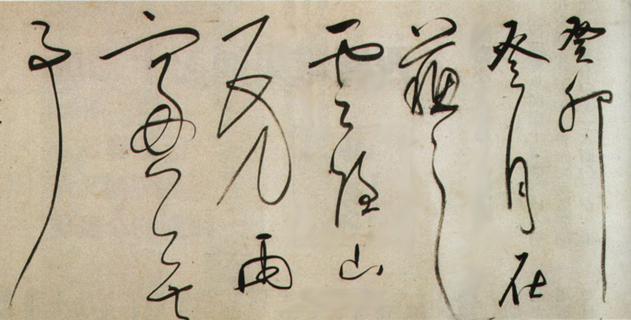
行草書羅漢賛等書巻 明末期（1603年） 董其昌筆 東京国立博物館蔵、
（釈文）癸卯参月　在蘇之雲隠山房　雨窓無事
（癸卯　参月在　蘇之　雲隠山　房雨　窓無　事）

王羲之の書を見ると、草書作品の「十七帖」は知人への書簡集であり、行書作品の「快雪時晴帖」や「喪乱帖」は冒頭に「羲之頓首」の定型句を持つ改まった文書である。この例から判断できるように、草書は『砕けた通常の筆記体』であり、行書は『より厳粛な場に供する書体』と言える。
したがって、草書作品は石碑にはふさわしくなく、紙を媒体として広く常用された。芸術作品としての価値は、唐朝初期を底辺として、王羲之・献之親子やその子孫といわれる智永にかけての六朝～隋朝期、狂草で新たな世界を開いた張旭、懐素以降の唐朝後期から条幅が生まれた明朝にかけて高く評価されている。
前漢前期に隷書を崩した「章草」（しょうそう）があり、漢の時代の篆書・隷書から発生したと概ね考えられている。章草は、現在のように文字を続けて崩していく形式ではなく、1字1字を崩していく形式だった。この章草が漢以降にいかなる工程を経て草書に発達したかは、古文書の他に主だった金石彫刻がないことから碑文研究において不明とされる。
文献では、『説文解字』に「漢興って草書有り」がみえる。一説には前漢の史游や後漢の張伯英が発明したとも言われる（中国の書論#書体の創始者を参照）。3世紀に一般化した。
草書体をさらに崩した書体を狂草と呼び、張旭、懐素などの能書家が有名である。
清代後期には、草書が失われ、一部の学者や書道家で使用されるのみであった。
中華人民共和国において識字率向上の手段として、従来の繁体字を省略した「簡体字」を考案したが、その字や部首の多くは草書を範としている。

## 日本
草書は日本でも古くから普及し、平安時代に流麗な草書の達人として名をなした藤原佐理は三跡の一に数えられた。草書あるいは行書の日本化したものを「和様」と呼ぶことがある。御家流はこの流れである。
なお、草書を更にくずして作られたのが「ひらがな」である。
明治以後の日本においては、楷書を『正式な書体』に位置づけ、行書を『日常的に用いる筆記体』と見なして教育を進めた。近現代の日本では楷書体が一般化し、草書体や変体仮名で書かれた古文書を読むには専門教育が必要になった。
楷書体の活字に直されて再出版されている文書もあるが、一部の文書に限られている。そのため、古地震の研究者が歴史資料を調査する場合などに支障を来していた。詳しい人やボランティアを募って人海戦術で翻刻するしかなかったが、2010年代になって人工知能を利用した自動解析の研究が進み、実用化されている。大阪大学では変体仮名と主要な草書体の学習としてスマートフォン用のアプリを開発し、無料で公開している。